# Килик (река)
Килик — река в России, протекает по Усть-Ишимскому району Омской области. Устье реки находится в деревне Малая Бича, в 887 км по правому берегу реки Иртыш. Длина реки составляет 12 км.

## Данные водного реестра
По данным государственного водного реестра России относится к Иртышскому бассейновому округу, водохозяйственный участок реки — Иртыш от впадения реки Ишим до впадения реки Тобол, речной подбассейн реки — бассейны притоков Иртыша от Ишима до Тобола. Речной бассейн реки — Иртыш.
Код объекта в государственном водном реестре — 14010400112115300012274.